# Symptomwandel
Symptomwandel oder Symptomwechsel bedeutet den manchmal paradox anmutenden Wandel psychopathologischer Symptome oder Syndrome (Syndromverschiebung) innerhalb des nosologischen Systems – und unabhängig von diesem – in einem symptomatisch objektiv beschreibenden Sinne. Dieser oft unerwartete und ohne naheliegende Erklärung auftretende Wandel im zeitlichen Ablauf eines Beschwerdebildes durch das Auftreten eines zweiten nosologisch andersartigen pathologischen Geschehens ist ein grundlegendes Charakteristikum psychischer Beschwerden und gibt daher Anlass zu grundlegender Theoriebildung im Sinne möglicher Ursachen. Es handelt sich somit um noch weitgehend offene Theorien der Psychiatrie und der Psychosomatischen Medizin und seit ca. 1950 auch um ein Forschungskonzept. Es hat bisher zu zahlreichen weiteren Begriffsbildungen in der Medizin geführt wie etwa dem des Zielsymptoms. Symptomwandel beschreibt eine häufige und sehr konkrete Beobachtung bei Krankheitsverläufen: Mit der aktuellen Entwicklung oder Entstehung eines neuen körperlichen Symptoms bessert sich ein schon vorher bestehendes anderes seelisches Symptom und umgekehrt nach Besserung eines körperlichen Symptoms tritt ein seelisches (wieder) auf. Die nahezu gesetzmäßigen Wandlungen geben sogar zu symptomatischer Therapie Veranlassung, siehe Kap. Beispiele.

## Erklärungskonzepte
Die beschreibende, rein empirisch-wissenschaftliche Dimension von Symptomwandel ermöglicht unterschiedliche Interpretationsmöglichkeiten.

### Konversionsmodell
Dieses Konzept geht auf den von Sigmund Freud (1856–1939) zur Erklärung der Auslösung psychischer und körperlicher Krankheiten gebildeten Begriff der Konversion zurück und besagt, dass sich zunächst einfache und harmlos erscheinende Affekte bei Wiederholung im zeitlichen Verlauf ähnlich wie Energiebeträge summieren können und schließlich die Schwelle der individuellen Anpassung überschreiten. Damit sei die Voraussetzung für das Entstehen von psychischen Symptomen gegeben. Die Auslösung eines körperlichen Symptoms setze voraus, dass die „Erregungssumme“ dieser Affekte ins Körperliche „umgesetzt“ werde (lat. conversio = Umwandlung). Freud unterschied eine totale und eine partielle Konversion, je nachdem die traumatisierenden Affekte ganz oder teilweise ins Körperliche umgesetzt werden.

(1) Äußere Psychophysik
(2) Innere Psychophysik
(3) Neurophysiologie, Wahrnehmungsphysiologie
Ansatzmöglichkeiten psychischer Kräfte nach Gustav Theodor Fechner (1801–1887)

Freuds Konzept der Erregungssummen beruht auf seinen psychodynamischen Vorstellungen und der vektoriellen Summierbarkeit von Affekten als psychische Kräfte ähnlich der von Kraftbeträgen als physikalische Größen. Damit waren analoge räumliche Vorstellungen, nämlich vom innerseelischen Raum logisch zwingend verbunden. Freuds Konzept der Topik wurde durch Kurt Lewin und die Fortentwicklung der Vektorpsychologie aufgegriffen. Thure von Uexküll entwickelte das Konzept des Integrationsraums, siehe den folgenden Abs. Topologische Interpretation. Freuds Unterscheidung zwischen vollständiger (totaler) und unvollständiger (partieller) Konversion lässt darauf schließen, dass er auch in dynamischer Hinsicht körperliche und seelische Symptomatik voneinander unterschied. Hieran anknüpfend hat Alexander Mitscherlich das Konzept der zweiphasigen Verdrängung aufgestellt. Es besagt, dass mit zunehmender Verdrängung konfliktträchtiger Motive zwar die subjektiv empfundene Angst abnimmt, dafür aber die objektiv wahrnehmbaren körperlichen Symptome zunehmen. Die Verlagerung der konflikthaften Auseinandersetzung innerhalb der psychophysischen Topik im Verlauf der Zeit ist auch aufgrund der Modellvorstellung der psychophysischen Korrelation verständlich. Mit der Unterscheidung totaler und partieller Konversion folgte Freud der Unterscheidung Gustav Theodor Fechners zwischen äußerer und innerer Psychophysik, siehe Abb. 1. Freuds Konversionsmodell bietet noch heute einen Grund für systemtheoretische und nosologische Auseinandersetzungen, wie z. B. die Unterscheidung zwischen Neurosen und Psychosen. Es ist nämlich eine Tatsache, dass bei Neurosen Phänomene des Symptomwandels häufiger als bei Psychosen beobachtet werden.
Im Zusammenhang mit dem Begriff Symptomwandel lässt sich festhalten, dass Freud glaubte, bestimmte Krankheitssymptome seien auf wandlungsfähige Affekte zurückführbar, die ihrerseits als Reaktionen auf bestimmte traumatische Erlebnisse aufzufassen sind.
Ob es aufgrund des freudschen Konversionsmodells gelingt, den Zusammenhang zwischen psychischem Erleben einerseits und körperlichen Vorgängen, wie Reizen und neuronalen Vorgängen andererseits erschöpfend zu erklären, erscheint weiter fraglich, siehe dazu auch das von der Philosophie des Geistes behandelte Qualiaproblem des Bewusstseins.

### Topologische Interpretation
Die Trennung körperlicher und seelischer Symptomatik verlangt danach, dass sowohl Bedingungen als auch Folgen der von Freud beschriebenen Umsetzung psychischer „Erregungssummen“ ins Körperliche beachtet werden. Thure von Uexküll hat zum Verständnis genannter Phänomene des Symptomwandels sein Modell des Integrationsraums vorgeschlagen. Er wies darauf hin, dass das „anatomische Bild des menschlichen Körpers mit seinen Geweben, Organen und Organsystemen … beim Einbau in das umfassendere Bild des Integrationsraums eine Veränderung“ erfahre. Dieses Bild diene als „Grundlage für unsere Orientierung“. Dabei trete die feste räumliche Struktur zurück und werde „wechselnden Funktionseinheiten“ bereitgestellt. Diese wechselnden Funktionseinheiten dienen wiederum den bereits zum Abs. Konversionsmodell genannten alltäglichen Aufgaben der Anpassung.

### Schichtenlehre
Die Schichtenlehre ist von verschiedenen Autoren aufgegriffen worden. Hier vereinigen sich biologische und dynamische Gesichtspunkte, die u. a. in der Schockbehandlung und der Somatotherapie von Bedeutung sind. Unterschieden werden meist eine basale vitale (körperliche) und eine höhere geistige Schicht. Auch eine Skala gleitender Übergänge von den funktionellen Syndromen zu den Ausdruckskrankheiten zu den Bereitstellungsleiden ist in der Krankheitssystematik zu bedenken.

## Praktische Beispiele des Symptomwandels
- Paradebeispiel der Wandlungsfähigkeit von Symptomen war seit Jean-Martin Charcot die Hysterie mit ihrer vorübergehenden „Buntheit“ und undurchschaubaren Vielfalt der Störungen (Belle indifférence des hystériques; La hystérie imite les maladies)[5]
- Die Symptomatik von Asthmaanfällen oder epileptischen Anfällen wird durch das Auftreten einer Psychose gebessert. Nach Abklingen der Psychose treten die entsprechenden körperlichen Symptome wieder auf.[1] Bei den Epilepsien wurde dieses Phänomen besonders unter der Bezeichnung Alternativpsychose untersucht.[6]
- Es ist als erwiesene Tatsache anzusehen, dass sich psychiatrische Erkrankungen je nach sozialem und kulturellem Umfeld verändern. Diese Erkenntnis ist das Ergebnis der vergleichenden Psychiatrie.
- Es ist bekannt, dass hirnorganische oder andere körperliche Krankheiten u. U zu Abschwächung oder Unterbrechung psychischer Symptomatik führen, siehe auch Schocktherapie.[7]
- Die bis heute nicht vollständig geklärte therapeutische Wirkung von Neuroleptika wurde bisweilen damit verständlich gemacht, dass diese primär zu einem reversiblen organischen Durchgangssyndrom führt, das dann sekundär zum „Symptomwandel“ der Besserung psychotischer Symptomatik beiträgt, bzw. zur Unterbrechung einer Prozesspsychose führt, vgl. auch das vorgenannte Beispiel der Schocktherapie.[8]

### Bekanntes Beispiel von Symptomwandel
Franz Kafka (1883–1924) ist als Schriftsteller für seine Selbstbeobachtungen und Selbstanalysen bekannt. In seinem Brief an den Vater geht er auf seine Lungenerkrankung ein. In Briefen an Milena Jesenská vom April 1920 schrieb Kafka:

„Es war so, dass das Gehirn die ihm auferlegten Sorgen und Schmerzen nicht mehr ertragen konnte. Es sagte: ‚ich gebe es auf; ist hier aber noch jemand, dem an der Erhaltung des Ganzen etwas liegt, dann möge er mir etwas von meiner Last abnehmen und es wird noch ein Weilchen gehn.‘ Da meldete sich die Lunge, viel zu verlieren hatte sie ja wohl nicht. Die Verhandlungen zwischen Gehirn und Lunge mögen schrecklich gewesen sein.“

und speziell zu seinem durch die Tuberkulose bedingten Blutsturz …

„… natürlich auch erschreckt, gieng zum Fenster, lehnte mich hinaus, gieng zum Waschtisch, gieng im Zimmer herum, setzte mich aufs Bett – immerfort Blut. Dabei war ich gar nicht unglücklich, denn ich wußte allmählich aus einem bestimmten Grunde, dass ich nach 3, 4 fast schlaflosen Jahren, vorausgesetzt, dass die Blutung aufhört, zum erstenmal schlafen werde. Es hörte auch auf (kam auch seitdem nicht wieder) und ich schlief den Rest der Nacht.“

Auch Max Brod berichtet in seinem Tagebuch

„Maßnahmen wegen Kafkas Krankheit. Er stellt sie als psychisch dar, gleichsam Rettung vor der Heirat. Er nennt sie: seine endgültige Niederlage! Doch schläft er seither gut. Gequälte Seele.“

## Schlussfolgerungen hinsichtlich der medizinischen Systematik
Symptomwandel kommt keineswegs ausschließlich der Hysterie zu. Daher hat Thure von Uexküll hier nicht von Hysterie, sondern von Ausdruckskrankheit gesprochen. Dieser Begriff erscheint den Autoren Hoffman und Hochapfel glücklich gewählt. Auch Karl Jaspers hat eine Ausdruckspsychologie beschrieben. Weiterhin ist das Konzept der funktionellen Syndrome als eine diagnostische Gruppierung zu nennen, bei der die Wandlung von Symptomen eine große Rolle spielt. Bei den Bereitstellungskrankheiten handelt es sich um eine Gruppe von Störungen, deren körperliche Komplikationen häufig zu irreversiblen Schäden oder zum Tod führen.